# История электровоза

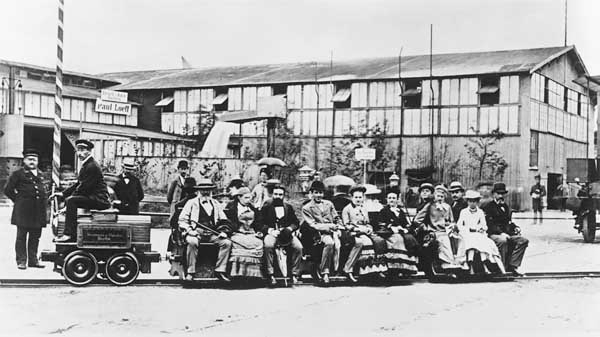
Электровоз Сименса

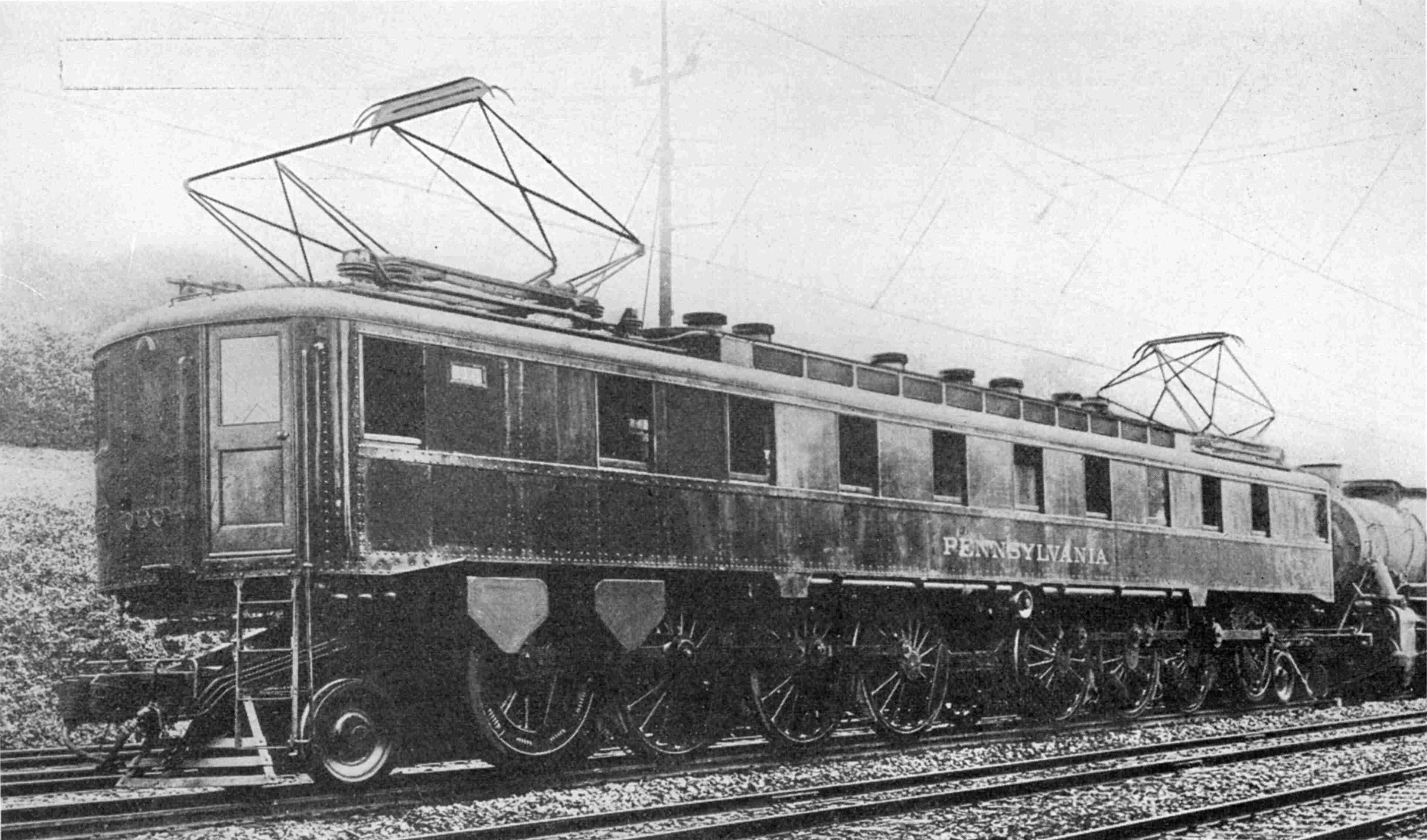
Экспериментальный электровоз на железной дороге Pennsylvania Railroad

История электровоза — процесс создания и совершенствования конструкции электровоза, одного из типов локомотива.
Попытки использовать электрическую энергию для механической работы предпринимались с начала XIX века. Опыты Б. С. Якоби, проведённые в 1834 году с собранным им электродвигателем, оснащённым вращающимся якорем, имели важное значение для создания автономных видов электрической тяги.

## Первые электровозы
В 1875 году на железной дороге под Сестрорецком Фёдор Аполлонович Пироцкий впервые запустил железнодорожные вагоны на электрической тяге. Спустя пять лет, 22 августа (3 сентября) 1880 года, в городе был пущен вагон с электродвигателем и с питанием через рельсы, однако он не выдержал давления со стороны владельцев конки[значимость факта?].
В 1879 году на Германской промышленной выставке демонстрировался электровоз мощностью 3 л. с., созданный немецким инженером Вернером фон Сименсом. Локомотив использовался для катания посетителей по территории выставки. Скорость составляла 6,5 км/ч, локомотив питался от третьего рельса постоянным током напряжением 160 В.

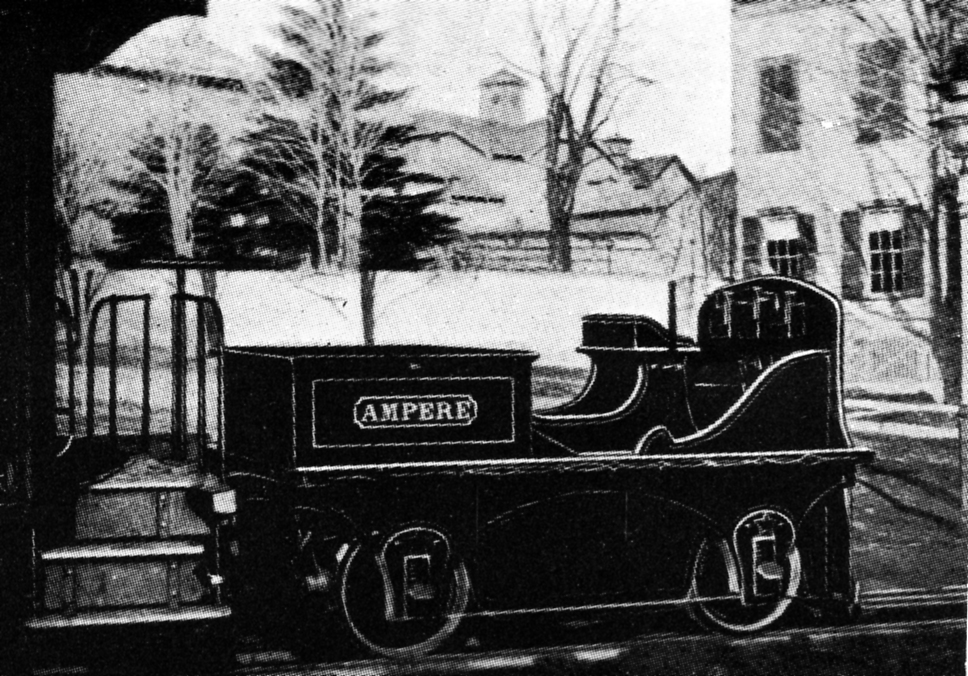
Локомотив «Ампер», 1883

Важный вклад в создание электровоза внёс американский изобретатель Лео Дафт (англ. Leo Daft). В 1883 году он построил свой первый электровоз «Ампер» (Ampère). Эта машина имела массу в две тонны и могла тянуть десять тонн с максимальной скоростью 9 миль в час (16,7 км/ч), а мощность составляла 25 л. с. — значительный прогресс по сравнению с самым первым электровозом Сименса. После «Ампера» Дафт построил локомотивы «Вольта» (Volta) и «Пачинотти» (Pacinotti). Позднее Дафт занялся электрификацией трёхмильного участка балтиморской конки, однако данный опыт к успеху не привёл, так как система с питанием от третьего рельса оказалась слишком опасной для условий города и очень капризной в эксплуатации.
Тем не менее электрическая тяга оказалась очень эффективной, и уже к 1900 году во многих странах появляются электрические локомотивы, пассажирские вагоны с тяговыми двигателями (прототип электропоездов) и трамваи.

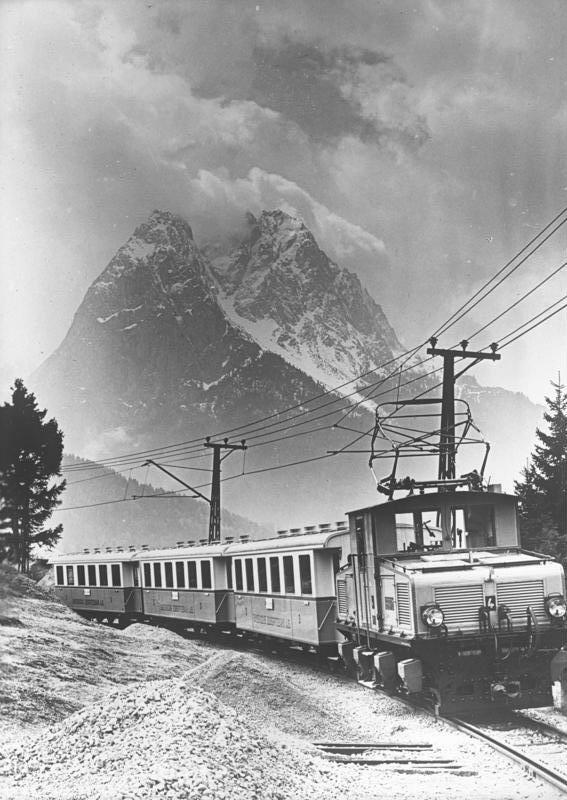
Узкоколейный электровоз ведёт поезд в горной местности. Германия, 1931 год

В октябре 1903 года поезд, в составе которого был моторный вагон производства компании Сименс, развил скорость 210 км/ч на участке между Мариенфельде и Цоссеном в районе Берлина.

## История электровоза в США
Первым в мире был электрифицирован 6-километровый участок на железной дороге Балтимор — Огайо в 1895 году. На нём электроэнергия подводилась к электровозу по третьему рельсу. Напряжение постоянного тока в третьем рельсе было 650 В.
Параллельные пути на Пенсильванской железной дороге показали, что угольный дым от паровозов будет серьезной эксплуатационной проблемой и общественным неудобством. Первоначально использовались три блока Bo + Bo, модель EL-1. В южной части электрифицированного участка они сцепились с локомотивом и поездом и протащили его по туннелям.
Чикагская, Милуоки, Сент-Пол и Тихоокеанская железная дорога (Милуоки-роуд), последняя построенная трансконтинентальная линия, электрифицировала свои линии через Скалистые горы и к Тихому океану, начиная с 1915 года. Несколько линий Восточного побережья, в частности Вирджинская железная дорога и Норфолк и Западная железная дорога, электрифицировали короткие участки своих горных переходов. Однако к этому моменту электрификация в Соединенных Штатах была больше связана с плотным городским движением, и использование электровозов сократилось в условиях дизелизации.

## История электровоза в России

Электровоз Сс

16 июня 1913 года у станции Стрельна состоялась торжественная закладка первой в России электрической железной дороги. Линия должна была начинаться у Нарвских ворот в Санкт-Петербурге, а заканчиваться в селе Красная горка за Ораниенбаумом. Было создано акционерное общество с капиталом 8 миллионов рублей.
Нехватка в СССР паровозного парка в 1920-е годы, электрификация страны по плану ГОЭЛРО и наличие в стране трудных по профилю участков заставили всерьёз заняться проектированием и строительством электровозов. Первым участком, электрифицированным в СССР, был Баку — Сабунчи, но там электрификация строилась под пригородное движение.
26 августа 1929 года прошла первая электричка по электрифицированному участку пути от Москвы до Мытищ.
Следующим участком стал Сурамский перевал (Хашури — Зестафони). Этот участок Поти-Тифлисской железной дороги был построен в 1872 году, имел первоначально подъёмы до 46 ‰ (то есть на километр пути приходилось 46 метров подъёма), в 1890 году были проведены работы по смягчению профиля участка до 29 ‰.
Работы по электрификации Сурамского перевального участка были начаты в 1928 году, тогда же НКПС начал искать возможность размещения заказа на электровозы для этого участка. Были получены предложения от 6 иностранных фирм. НКПС свой выбор остановил на предложениях Дженерал Электрик (США) и Tecnomasio Italiano-Brown-Boweri (Италия). С этими фирмами и был заключён контракт на поставку электровозов. Дженерал Электрик должна была поставить 8 электровозов, из них 2 с установленными ТЭД, а на 6 других ТЭД производства московского завода «Динамо» должны были установить уже в СССР. Итальянской фирме было заказано 7 электровозов.
В 1932 году построенные в США электровозы прибыли в депо Хашури, где получили обозначение серии С10. 2 августа 1932 года прошла первая обкатка магистрального электровоза на участке Хашури — Лихи. 16 августа 1932 года состоялось торжественное открытие электрифицированного участка — пассажирский поезд провёл электровоз С10-03. После этого была начата штатная эксплуатация электровозов с поездами.
В 1929 году на заводе «Динамо» и Коломенском заводе началась подготовка производства электрического оборудования и механической части электровозов. К 1 мая 1932 года завод «Динамо» выпустил два первых тяговых электродвигателя ДПЭ3-340 (Динамо, Постоянного тока, Электровозный, 340 — мощность часового режима в кВт). В августе 1932 года с Коломенского завода поступила механическая часть электровоза. Собранный электровоз получил серию Сс (Сурамский Советский) и был обкатан в ноябре 1932 года на Северных железных дорогах.

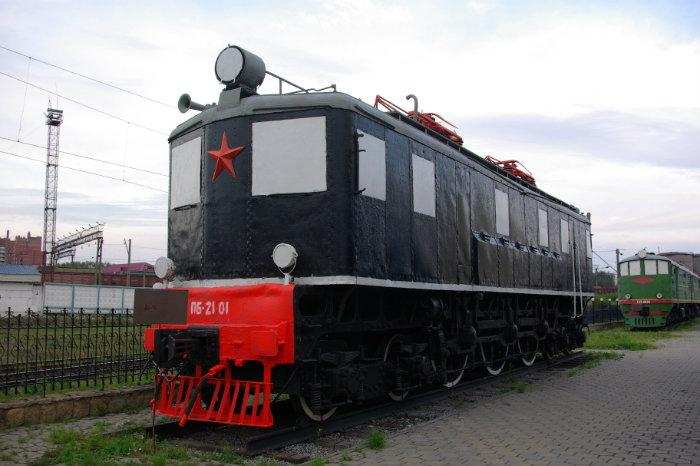
Электровоз ПБ21 — один из первых пассажирских электровозов

С 15 марта 1932 года начато рабочее проектирование электровоза постоянного тока, впоследствии получившего серию ВЛ19. 6 ноября 1932 года первый отечественный электровоз был выпущен и также поступил для испытаний на Сурамский участок. Электровоз серии ВЛ22 начали проектировать в первой половине 1938 года, а уже в сентябре 1938 года первый электровоз этой модели был выпущен. Великая Отечественная война прервала выпуск электровозов, но уже в июне 1944 года завод «Динамо» начал сборку последнего своего электровоза ВЛ22-184. После этого электровозы начал строить Новочеркасский электровозостроительный завод, созданный на месте разрушенного в годы войны паровозостроительного завода. Первый новочеркасский электровоз — ВЛ22-185 — был выпущен в июне 1946 года.
Начинается электрификации железных дорог на некоторых железнодорожных узлах СССР.
В марте 1953 года был выпущен первый спроектированный НЭВЗом электровоз — Н8 (Новочеркасский восьмиосный). С января 1963 года данная серия получает обозначение ВЛ8 (буквы ВЛ в названии всех серий электровозов — от инициалов Ленина). Всего было выпущено 1715 ед. электровозов этой модели. Эта модель стала первой по-настоящему массовой.

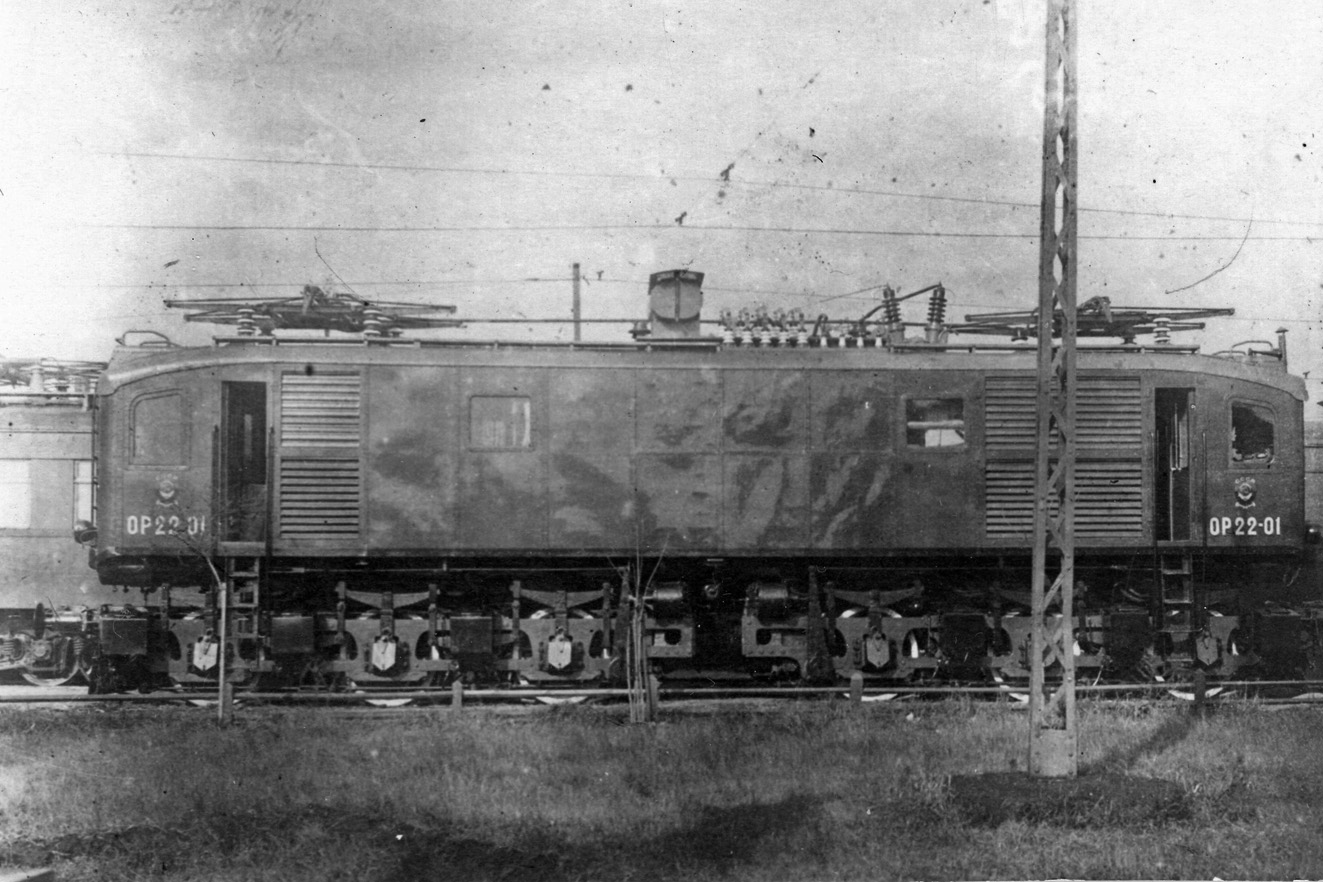
Первый в СССР электровоз переменного тока ОР22

В 1954 году НЭВЗ изготавливает по своему проекту два опытных электровоза переменного тока, первоначально получивших обозначение НО (Новочеркасский однофазный), — с января 1963 года название этой модели было заменено на ВЛ61. Электровозы, которых было построено в 1954—1958 годах 12 ед., поступают для эксплуатации на участок Ожерелье — Павелец Московско-Курско-Донбасской железной дороги, работы по электрификации которого на переменном токе были проведены в 1955—1956 годах.
На XX съезде КПСС было принято решение о начале массового внедрения на советских железных дорогах тепловозной и электровозной видов тяги, а также о прекращении строительства паровозов. В том же году крупнейшие в СССР паровозостроительные заводы, Коломенский и Ворошиловградский, выпустили свои последние паровозы — пассажирский П36-251 и грузовой ЛВ-522 соответственно. Вместо них указанные заводы перешли на выпуск тепловозов ТЭ3. Однако дефицит электровозов продолжал ощущаться. В связи с этим на 1956 год, наряду с приобретением тепловозов в Австрии, было запланировано приобретение в Чехословакии двух магистральных электровозов (фактически они были поставлены в 1957 году).
Постановлением Совета министров СССР № 1106 от 3 октября 1958 года на сети железных дорог СССР было начата электрификация на переменном токе. За 1959—1960 год новая система была введена на линиях протяжённостью 1220 км.
В начале 1959 года прошёл внеочередной XXI съезд КПСС. Решениями съезда было намечено проведение коренной технической реконструкции железнодорожного транспорта путём замены паровозов экономичными локомотивами — электровозами и тепловозами. В этой связи в СССР были интенсифицированы разработки новых моделей электровозов, увеличивались производственные мощности для их серийного выпуска.
В 1961 году Тбилисский электровозостроительный завод (ТЭВЗ) выпустил первый электровоз Т8 по своему проекту. По доработанному в результате испытаний проекту в 1961 году завод изготовил второй электровоз этой модели. В 1963 году электровозы получают новое обозначение — ВЛ10. Электровозы ВЛ10 строились в Новочеркасске (1969—1976) и Тбилиси (1961—1977), — всего выпущено 1799 электровозов. Механическую часть для первых 20 ВЛ10, собиравшихся в Тбилиси, изготовил Луганский завод, а для всех других ВЛ10 изготавливал НЭВЗ.